# Готлиб Фијала
Готлиб Фијала (*14. октобар 1891. Требич, Моравска-†28. децембар 1970. Херцонгебург, Аустрија) је био аустријски синдикалац и политичар Комунистичке партије Аустрије.
Фијала је био у цивилној школи у Бечу. Након тога је ишао на путовање и радио је као обућар. У Првом светском рату пао је у руско заробљеништво и тамо је постао комуниста. По повратку у Аустрију 1918. учествовао је у оснивању Комунистиче партије и постао је члн Централног комитета.
1945. Фијала је био један од оснивача Савеза аустријских синдиката где је постављен за потпредседника. Током октобарског генерлног штрајка у Аустрији 1950. када се Савез аустријских синдиката нашао на удару, стао је на странку комуниста штрајкача, па је самим тим био искључен из овог савеза.
Од 1949. до 1954. био је члан Савезног већа Аустрије. На председничким изборима 1951. био је кандидат Комунистиче партије и освојио је 5,1% гласова заузевши четврто место од укупно шест кандидата.